# Всесвітній рік кажана (монета)
«Всесві́тній рік кажана́» — пам'ятна монета номіналом 5 гривень, випущена Національним банком України, присвячена Всесвітньому року кажана. Усі 26 видів кажанів, що зареєстровані в Україні, занесені до Червоної книги України і перебувають під охороною згідно із законодавством України. Рукокрилі, або кажани, є єдиними здатними до активного польоту ссавцями.
Монету введено в обіг 15 грудня 2012 року. Вона належить до серії «Інші монети».

## Опис монети та характеристики
| Номінал грн. | Метал      | Маса, г | Діаметр, мм | Якість виготовлення       | гурт     | Тираж, штук |
| ------------ | ---------- | ------- | ----------- | ------------------------- | -------- | ----------- |
| 5            | нейзильбер | 16,54   | 35,0        | спеціальний анциркулейтед | рифлений | 20 000      |

### Аверс
На аверсі монети розміщено: угорі малий Державний Герб України та напис півколом — «НАЦІОНАЛЬНИЙ БАНК УКРАЇНИ», праворуч — рік карбування монети «2012», ліворуч — логотип Монетного двору Національного банку України, у центрі на рельєфному тлі — дзеркальне зображення кажана, унизу номінал — «5/ГРИВЕНЬ».

### Реверс
На реверсі монети зображено символічну композицію — на тлі стилізованого зображення земної кулі — кажан, праворуч півколом напис «ВСЕСВІТНІЙ РІК КАЖАНА».

## Автори

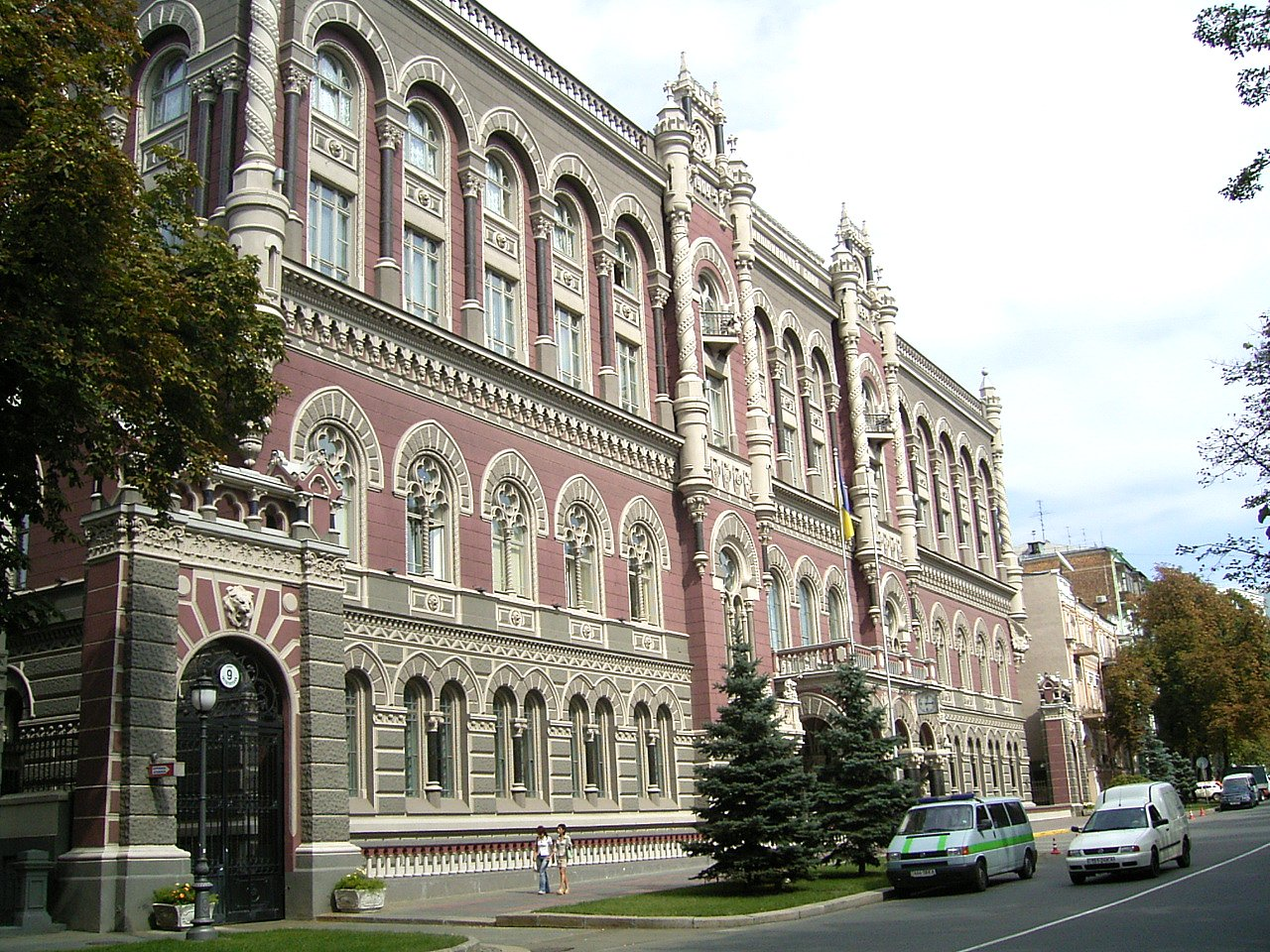
Будівля Національного банку України

- Художники: Таран Володимир, Харук Олександр, Харук Сергій.
- Скульптори — Дем'яненко Володимир, Атаманчук Володимир.

## Вартість монети
Під час введення монети до обігу в 2012 році, Національний банк України реалізовував монету через свої філії за ціною 20 гривень.
Фактична приблизна вартість монети, з роками змінювалася так:
| Рік        | 2013 | 2014 | 2015 | 2016 | 2017 | 2018 | 2019 | 2020 | 2021 | 2022 | 2023 | 2024 | 2025 |
| ---------- | ---- | ---- | ---- | ---- | ---- | ---- | ---- | ---- | ---- | ---- | ---- | ---- | ---- |
| Ціна, грн. | 80   | 95   | 100  | 110  | 240  | 240  | 240  | 230  | 230  | 240  | 440  | 800  | 830  |